# Chobotki
Chobotki [xɔˈbɔtki] est un village polonais de la gmina de Knyszyn dans le powiat de Mońki et dans la voïvodie de Podlachie. Il se situe à environ 8 kilomètres au nord-est de Knyszyn, à 13 kilomètres à l'est de Mońki et à 31 kilomètres au nord-ouest de Bialystok. 

## Géographie

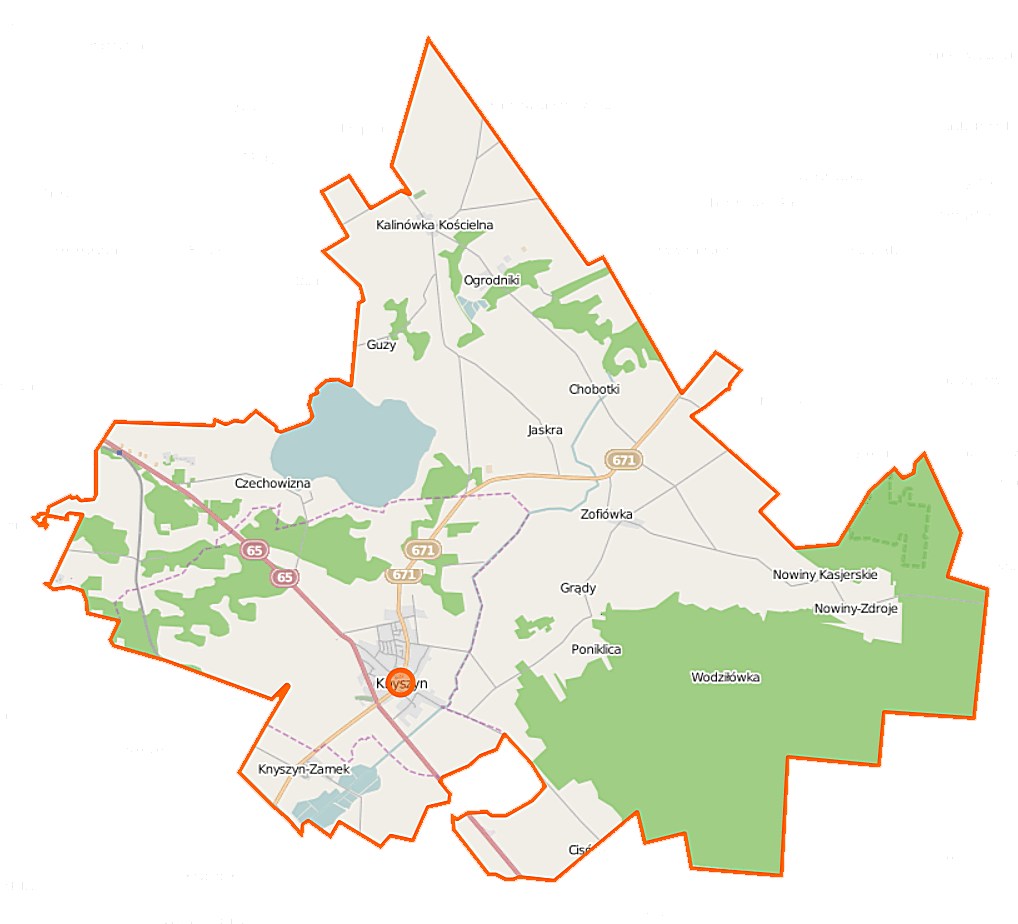
Carte de la gmina de Knyszyn.